# Phyllopetalia excrescens
Phyllopetalia excrescens är en trollsländeart som först beskrevs av Frank Louis Carle 1996.  Phyllopetalia excrescens ingår i släktet Phyllopetalia och familjen Austropetaliidae. IUCN kategoriserar arten globalt som sårbar. Inga underarter finns listade i Catalogue of Life.